# Jag blir nog aldrig bjuden dit igen
Jag blir nog aldrig bjuden dit igen är en kuplett som Karl Gerhard skrev texten till. Sången är en av hans allra första grammofoninspelningar, från 10 september 1920, med pianoackompanjemang. Skivan, en 78-varvare, utgavs av The Gramophone Company.